# 연은분리법
연은분리법(鉛銀分離法) 또는 단천연은법(端川鍊銀法)은 16세기 초 연산군 시기에 조선에서 발명된 은광석에서 순수 은을 추출하는 기술이다.
조선에서 만들어졌지만 본국에서는 제대로 활용되지 못하고 일본으로 건너가서 일본의 은 생산량을 크게 높여 대항해시대 서양인들의 탐험을 촉진시키고, 일본이 서양과 잦은 교류를 하게 되는 등 세계사에 지대한 영향을 미친 기술이다.

## 역사
1503년 6월 13일, 조선의 왕 연산군 앞에서 김감불(金甘佛)과 김검동(金儉同)이라는 사람이 시연했던 것이 가장 오래된 기록이다.
 良人金甘佛、掌隷院奴金儉同以鉛鐵錬銀以進曰: "鉛一斤, 錬得銀二錢。 鉛是我國所産, 銀可足用。 其錬造之法, 於水鐵鑪鍋內, 用猛灰作圈, 片截鉛鐵塡其中, 因以破陶器, 四圍覆之, 熾炭上下以鑠之。" 傳曰: "其試之。"

 
양인(良人) 김감불(金甘佛)과 장례원(掌隷院) 종 김검동(金儉同)이, 납[鉛鐵]으로 은(銀)을 불리어 바치며 아뢰기를, "납 한 근으로 은 두 돈을 불릴 수 있는데, 납은 우리 나라에서 나는 것이니, 은을 넉넉히 쓸 수 있게 되었습니다. 불리는 법은 무쇠 화로나 남비 안에 매운재를 둘러 놓고 납을 조각조각 끊어서 그 안에 채운 다음 깨어진 질그릇으로 사방을 덮고, 숯을 위아래로 피워 녹입니다." 하니, 전교하기를, "시험해 보라." 하였다.
 — 연산군일기 49권, 연산 9년(1503년) 5월 18일 계미 3조
이후, 명나라에 책 등을 통하여 알려졌다. 연은분리법을 만든 나라인 조선은 중종반정 이후 중종이 왕위에 오르자, 전국의 은광 개발을 억제하는 등 연은분리법을 제대로 활용하지 못했다. 따라서 조선의 화폐경제 발달이 늦춰졌다.
1526년, 일본은 조선에서 두 기술자를 데려와서 연은분리법을 전수받았다. 그리고 일본 전국으로 연은분리법이 전파된다. 에도 시대에 이르러, 연은분리법의 도움으로 은 생산량이 크게 증가한 일본은 은본위제를 확립하였다.
17세기, 에도 시대 일본은 세계 3위의 은 생산국으로 떠오른다. 그리고 당시 서양 국가들은 신대륙의 발견 등으로 은 중심의 화폐 경제를 사용하고 있었다. 따라서 당시 일본은 청나라와 함께 서양 국가들의 교역 욕구를 자극했다. 결국 연은분리법은 개발국인 조선에게는 별 영향을 미치지 못했지만, 일본의 화폐 경제 발달에 큰 기여를 하였다.
그러나 현대에 이르러서는 현대식 은 추출법으로 대체되어 더 이상 사용되지 않는다.

## 원리
연은분리법의 원리는 다음과 같다. 은광석 안에는 납과 은이 섞여 있는데, 둘은 서로 다른 물질이기 때문에 녹는점에서 차이를 보인다. 따라서 납이 먼저 녹아 산화되어 은광석으로부터 분리되고, 순수한 은만 남아 은을 추출하는 원리이다.